# Atalopteris maxonii
Atalopteris maxonii är en ormbunkeart som först beskrevs av Christ, och fick sitt nu gällande namn av Carl Frederik Albert Christensen. Atalopteris maxonii ingår i släktet Atalopteris och familjen Tectariaceae. Inga underarter finns listade.